# Слеттемарк, Эйстейн
Э́йстен Сле́ттемарк (норв. Øystein Slettemark; род. 20 августа 1967, Рио-де-Жанейро) — гренландский биатлонист и датский лыжник, участник зимних олимпийских игр 2010, президент Федерации биатлона Гренландии.

## Биография
Родился в Рио-де-Жанейро в семье норвежцев. Учился и проходил воинскую службу в Норвегии, где и познакомился в будущей женой — Уилок Слеттемарк, с которой переехал в Гренландию и организовал Федерацию биатлона и лыжных гонок Гренландии, первым президентом которой стал сам.
В биатлонном Кубке мира дебютировал 6 декабря 2001 года, на этапе в австрийском Хохфильцене, где в спринтерской гонке занял 113-е место с восемью штрафными кругами. Наилучшим достижением Слеттемарка за всю карьеру является 38-е место в спринтерской гонке на 5-м этапе кубка Европы, которая прошла 9 января 2005 года в немецком Гармиш-Партенкирхене.
Слеттемарк — участник девяти чемпионатов мира по биатлону, трех чемпионатов мира по лыжным гонкам. Участвовал на одной Олимпиаде — в Ванкувере, где выступал под флагом Дании из-за того, что Гренландия не является членом МОК.

## Статистика выступлений на чемпионатах мира по биатлону
| Год  | Место проведения | Инд | Спр |
| ---- | ---------------- | --- | --- |
| 2003 | Ханты-Мансийск   | 84  | 81  |
| 2004 | Оберхоф          | 100 | 82  |
| 2005 | Хохфильцен       | 90  | 89  |
| 2007 | Антерсельва      | 104 | 77  |
| 2008 | Остерсунд        | 98  | 86  |
| 2009 | Пхёнчхан         | 97  | 103 |
| 2011 | Ханты-Мансийск   | 108 | 102 |
| 2012 | Рупольдинг       | 122 | 99  |
| 2013 | Нове-Место       | —   | 125 |

## Статистика выступления на чемпионатах мира по лыжным видам спорта
| Год  | Место проведения | Гонка                  | Место |
| ---- | ---------------- | ---------------------- | ----- |
| 2003 | Валь-ди-Фьемме   | 50 км свободным стилем | 54    |
| 2009 | Либерец          | 50 км свободным стилем | Круг  |
| 2013 | Валь-ди-Фьемме   | 15 км свободным стилем | 88    |

## Статистика выступления на зимних Олимпийских играх
| Год  | Место проведения | Инд | Спр |
| ---- | ---------------- | --- | --- |
| 2010 | Ванкувер         | 88  | 86  |